# كاثرين عيسو
كاثرين عيسو (بالإنجليزية: Katherine Esau) (3 أبريل 1898 - 4 يونيو 1997) عالمة نبات ألمانية أمريكية حصلت على الميدالية الوطنية للعلوم لعملها على علم تشريح النبات .

## روابط خارجية
- كاثرين عيسو على موقع الموسوعة البريطانية (الإنجليزية)

- Evert, Ray F., Eichhorn, Susan E., Esau's Plant Anatomy: Meristems, Cells, and Tissues of the Plant Body: Their Structure, Function, and Development, John Wiley & Sons, (2006), ISBN 0-470-04737-2
- O'Hern, Elizabeth Moot (1985) "Katherine Esau" Profiles of Pioneer Women Scientists Acropolis Books, Washington, D.C. ISBN 0-87491-811-1
- Stebbins, G.L. 1999. Katherine Esau (3 April 1898 – 4 June 1997) نسخة محفوظة 26 فبراير 2005 على موقع واي باك مشين.. Proceedings of the American Philosophical Society, Vol. 143